# スペードフィッシュ (原子力潜水艦)
|          |                                   |
| 艦歴     |                                   |
| 発注     | 1965年3月9日                      |
| 起工     | 1966年12月21日                    |
| 進水     | 1968年5月15日                     |
| 就役     | 1969年8月14日                     |
| 退役     | 1997年4月11日                     |
| 除籍     | 1997年4月11日                     |
| その後   | 原子力艦再利用プログラム          |
| 性能諸元 |                                   |
| 排水量   | 基準：3,995トン、 満載：4,291トン |
| 全長     | 89 m (292 ft)                     |
| 全幅     | 9.7 m (32 ft)                     |
| 吃水     | 8.8 m (29 ft)                     |
| 機関     | S5W reactor                       |
| 最大速   | 25 ノット                         |
| 乗員     | 士官14名、兵員95名                |
| 兵装     | 21インチ魚雷発射管4基             |
| モットー | Tenacious Attacker                |

スペードフィッシュ (USS Spadefish, SSN-668) は、アメリカ海軍の原子力潜水艦。スタージョン級原子力潜水艦の20番艦。艦名は大西洋西部に生息する棘鰭類の魚の一種、スペードフィッシュに因む。その名を持つ艦としてはバラオ級潜水艦123番艦(SS-411)以来2隻目。

## 艦歴
スペードフィッシュの建造は1965年3月9日にバージニア州ニューポート・ニューズのニューポート・ニューズ造船所に発注される。1966年12月21日に起工し、1968年5月15日にチャールズ・T・ブース夫人によって命名、進水し、1969年8月14日に艦長ジョージ・M・ヘンソン少佐の指揮下就役した。
大西洋での整調に続いて、スペードフィッシュは1970年4月から6月までニューポート・ニューズで整調後信頼性試験を受け、7月に北大西洋での対潜水艦戦演習に参加した。母港のバージニア州ノーフォークに帰還後、10月から12月まで大西洋に展開、その後ノーフォークで維持調整作業に入った。
1971年2月18日、2度目の大西洋配備に向かう。スコットランドのファスレーンを訪問し、4月18日にノーフォークに帰還した。その年の残りはノーフォーク近海で活動し、対潜水艦戦演習および定時の訓練を行った。
1972年、スペードフィッシュはノーフォークでの訓練活動を行った後、6月から8月にかけて大西洋に展開、スコットランドのホーリー・ロッホを訪問し、その後ノーフォークに帰還した。10月10日に再び大西洋に展開し、12月17日にノーフォークに帰還した。
1973年前半はノーフォーク沖、東海岸沿いに活動した。スペードフィッシュは独自に弾道ミサイル原子力潜水艦としてのセキュリティ訓練と定時の訓練を行い、5月と6月には演習 LANTREADEX と SEACONEX において第8巡洋駆逐艦隊の支援を行った。6月末にイギリスのポートランドで1週間を過ごし、7月に東海岸に帰還する。9月初めにはノーフォーク海軍造船所で大規模オーバーホールを開始し、1974年7月に作業は完了、大西洋岸での活動を再開した。
スペードフィッシュは1984年にジョージ・バーズレー中佐の指揮下寒冷地演習を完了し、1992年および93年にはR・B・ウィリアムズ中佐の指揮下同演習を完了した。
1995年および96年にはペルシャ湾配備を完了し、それぞれ赤道を横断した。1996年の配備はノーフォークの21番埠頭から始まり、ワシントン州ブレマートンのピュージェット・サウンド海軍造船所で終了した。同地でスペードフィッシュはC・W・「バディ」パーイヤー中佐の指揮下退役した。
スペードフィッシュは1997年4月11日に退役し、同日除籍された。その後ブレマートンで原子力艦再利用プログラムの下1996年10月1日に解体が行われ、1997年10月24日に作業は完了した。